# 崔国翰
崔国翰（1896年—1959年），男，湖北江陵人，中国律师、政治人物，曾任湖北省人民政府参事室参事，湖北省政协副主席。